# Dorismar
Dorismar (tên khai sinh Dora Noemi Kerchen vào ngày 15 tháng 3 năm 1975 tại Buenos Aires, Argentina) là một người mẫu, nữ diễn viên, người dẫn chương trình truyền hình và ca sĩ người Argentina.

## Sự nghiệp diễn xuất
Dorismar đã làm việc như một nữ diễn viên ở Argentina và ở Miami. Cô xuất hiện trên trang bìa của Playboy, đại diện cho The Sexy Ladies of Latin TV, vào tháng 3/2003. Vào tháng 8 năm 2004, cô cũng xuất hiện trên trang bìa của Open Your Eyes. Cô là một người dẫn chương trình trong chương trình truyền hình Univisión Network Caliente từ năm 2000 đến 2006. Hiện tại, cô đóng vai chính trong loạt phim hài phác họa của Televisa Desmadruga2. Dorismar cũng ở Telenovela <i id="mwHA">Triunfo Del Amor</i> của Televisa, phiên bản làm lại của telenovela Privilegio De Amar (1998).

## Hoạt động môi trường
Vào năm 2005, Dorismar đã chụp những tấm áp phích khiêu khích được phân phát ở México nhằm bảo vệ trứng rùa biển đang bị đe dọa không bị thu hoạch bởi những người tin rằng chúng có khả năng cải thiện quan hệ tình dục, tuyên bố "Người đàn ông của tôi không cần trứng rùa vì anh ấy biết chúng không làm anh mạnh hơn "và "Trứng rùa biển KHÔNG làm tăng khả năng tình dục! " Những quảng cáo này đã thu hút một số lời dè bỉu từ các nhóm quyền phụ nữ và một số nhóm môi trường đã từ chối liên kết với chiến dịch.

## Trục xuất
Vào ngày 5 tháng 1 năm 2006, Dorismar và chồng / quản lý Alejandro (Alex) Schiff bị trục xuất khỏi Hoa Kỳ và bị đưa về Argentina với tư cách là người nước ngoài bất hợp pháp sau khi sống sáu năm ở Miami. Dorismar đã tranh luận về việc trục xuất của hai người, tuyên bố rằng sự hấp dẫn cơ thể của cô đặt cô vào loại "người nước ngoài có khả năng phi thường", điều này sẽ cho phép cô tìm kiếm visa loại O-1, cho phép cô cư trú tại Mỹ dựa trên tài năng. Cô đã không thành công khi kiến nghị việc này.